# Hans Versteeg (beeldhouwer)
Hans Versteeg (Leiden, 5 oktober 1948) is een Nederlandse beeldhouwer.

## Leven en werk
Hans Versteeg woonde en werkte in Wamel en had een bronsgieterij in Druten. Hij werkte veel in Pietrasanta (Italië) en verbleef lange tijd in New York en in Pignans, Zuid-Frankrijk. Sinds 2017 is hij weer gevestigd in Groesbeek, Nederland. Hij werkt in marmer, graniet en brons.
Versteeg exposeert vanaf 1977 in Nederland, België, Frankrijk, Italië, Duitsland en de Verenigde Staten.

## Enkele werken in de openbare ruimte
- Ontmoeting en afscheid, Stationsplein, Tiel (1981)
- Poortplastiek, Rietgors / hoek Kwikstaart, Barendrecht (1985)
- De discussie, tuin stadhuis, Tiel (2006)

## Fotogalerij

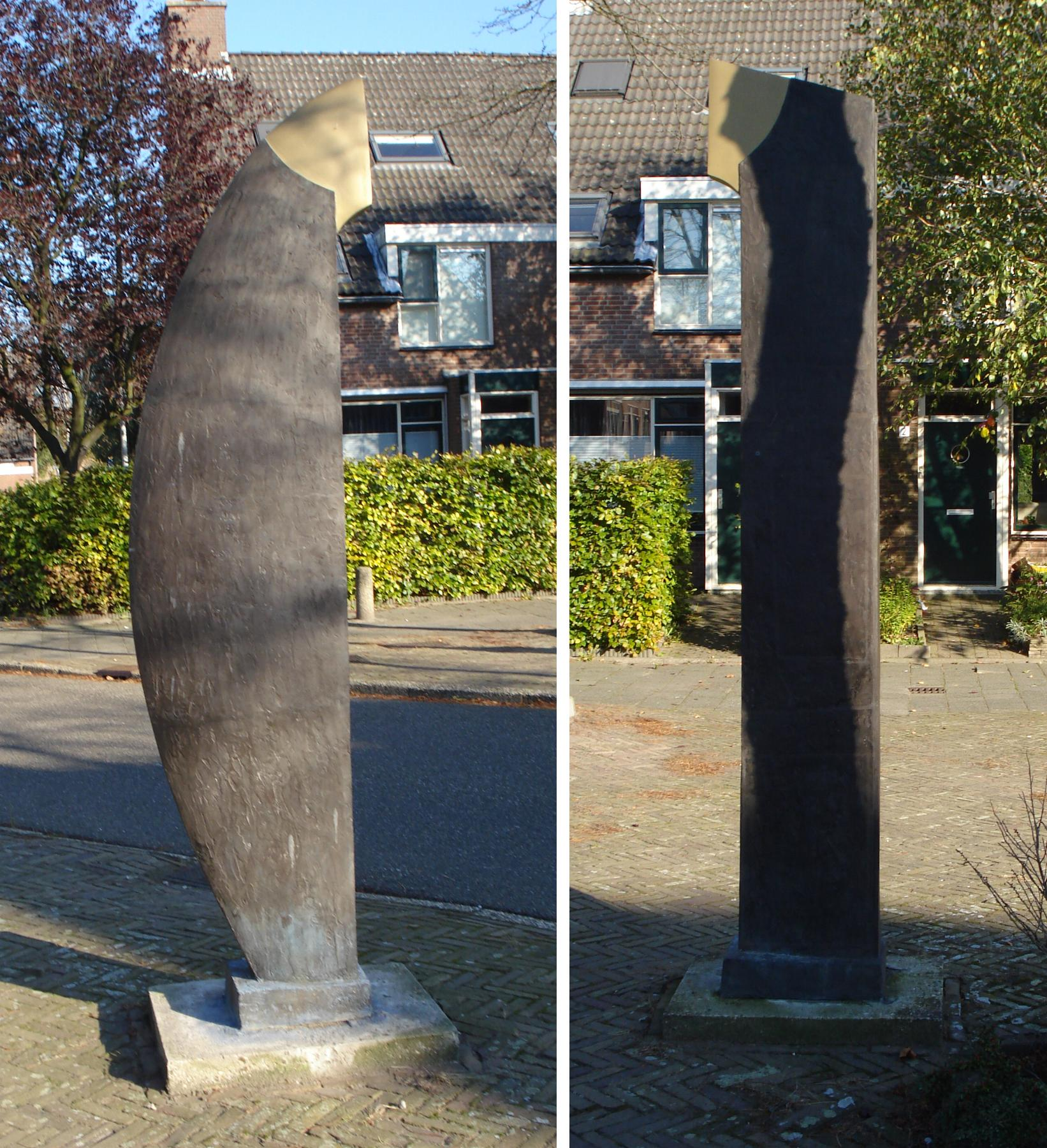
Poortplastiek (1985), Barendrecht
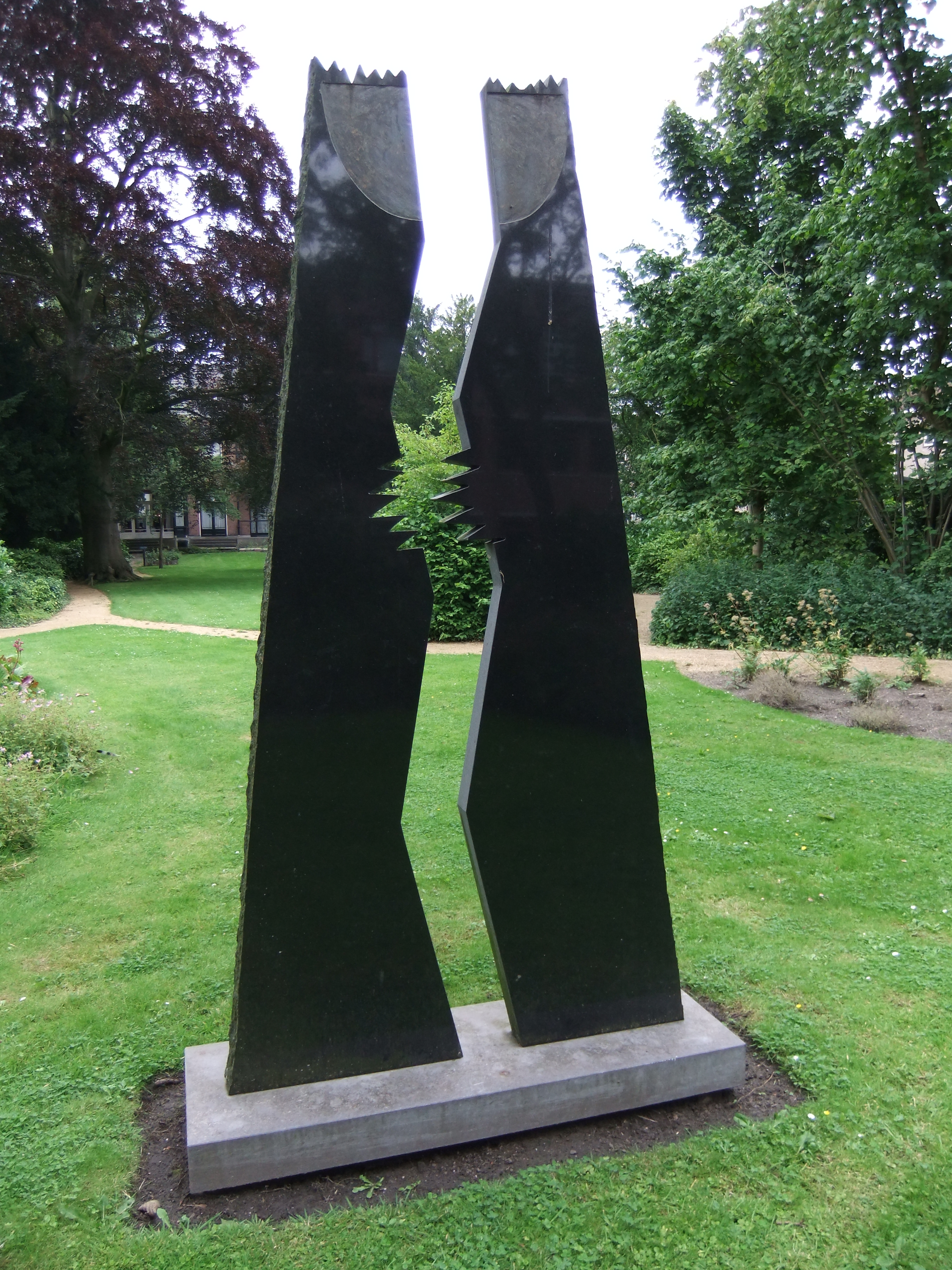
De discussie (2006), Tiel